# David Blaine

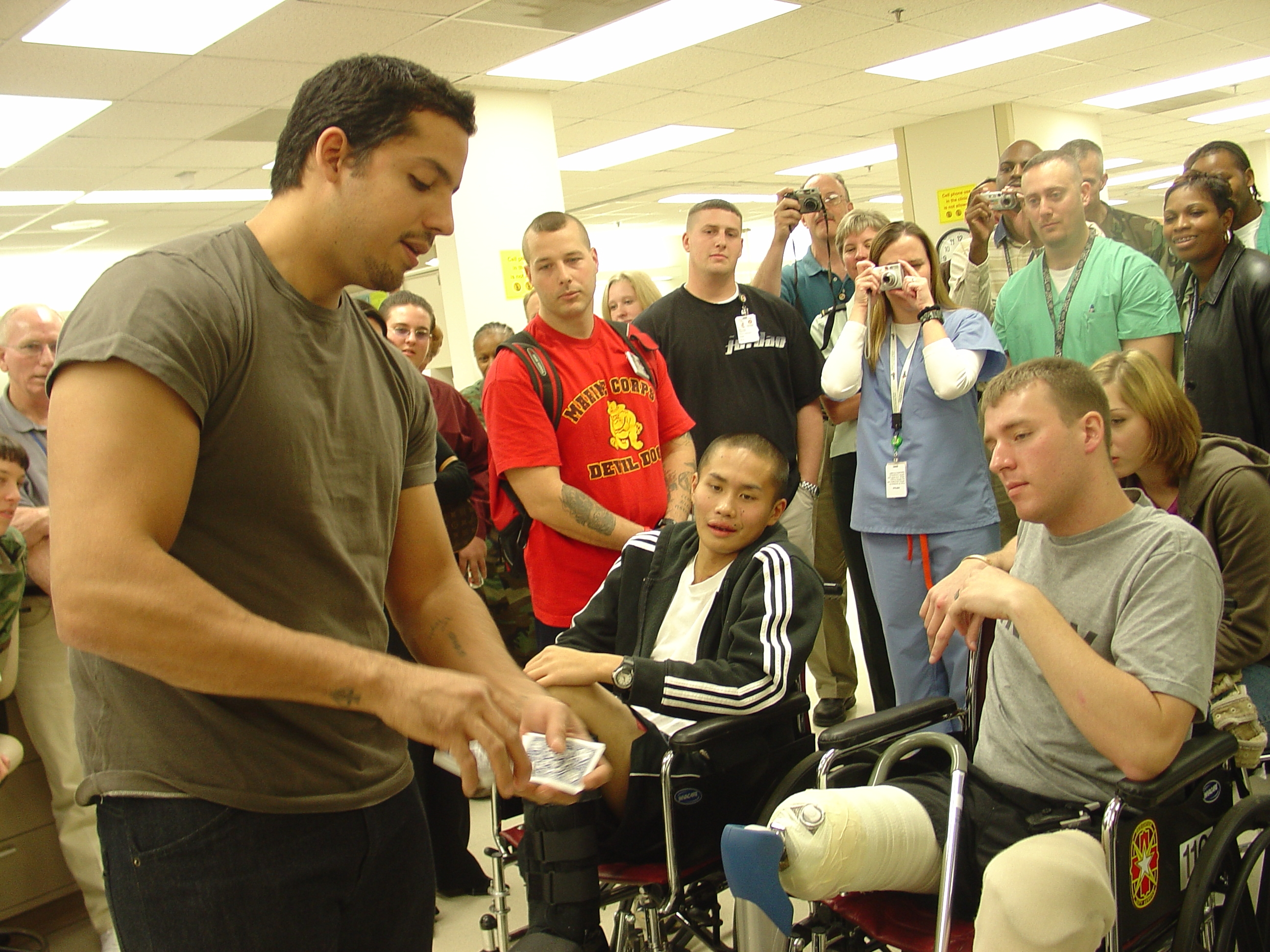
David Blaine treedt op met zijn street magic in het Brooke Army Medical Center in 2005

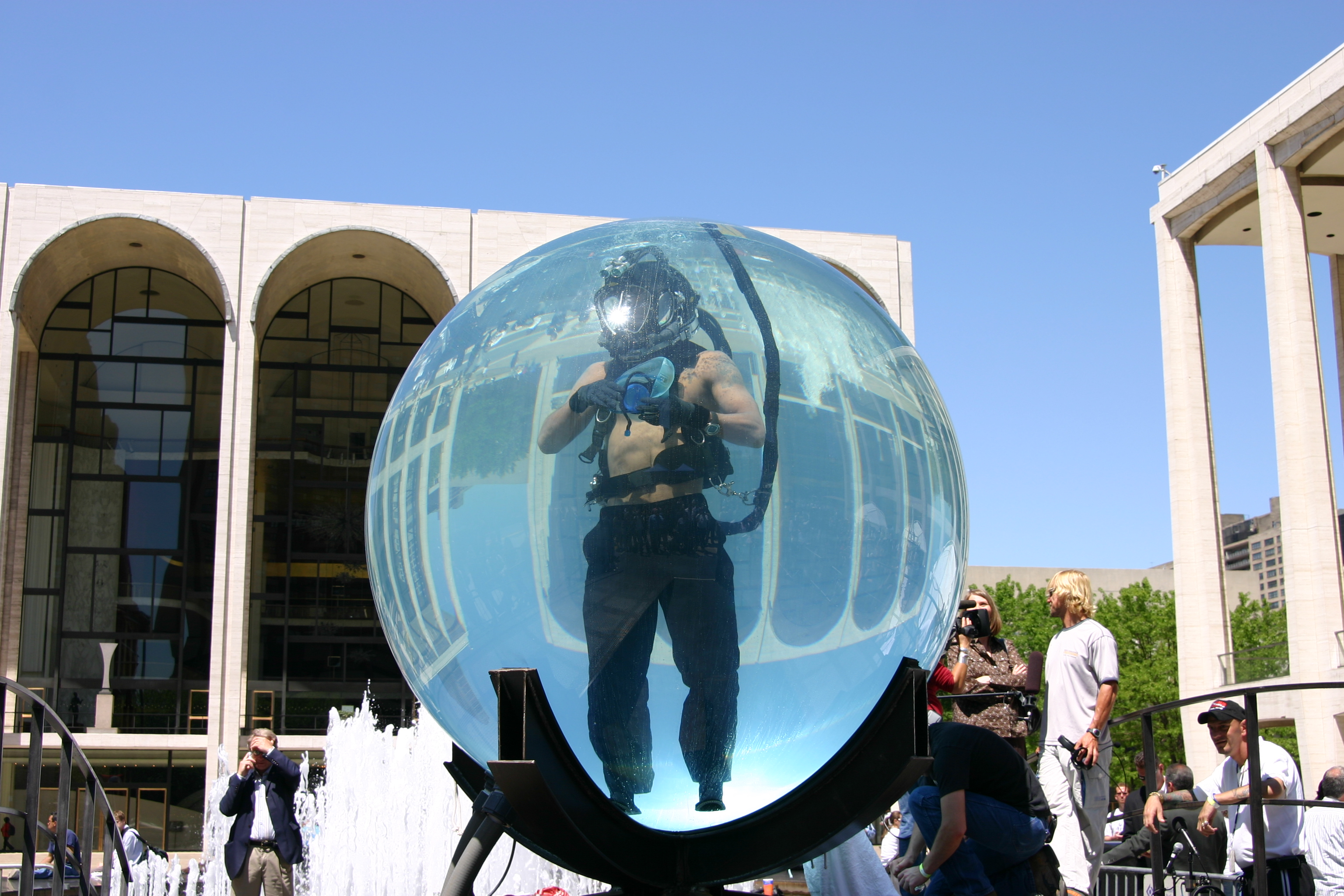
David Blaine met zijn stunt "Drowned Alive"

David Blaine (Brooklyn, New York, 4 april 1973) is een Amerikaans illusionist, goochelaar en stuntman.
Hij begon als simpele goochelaar op straat en probeerde zijn voorbijgangers te vermaken met kaarttrucs, ook wel street magic genoemd. Zijn doorbraak kwam met de televisiespecial David Blaine: Street Magic.

## Spectaculaire stunts
Blaine begon als goochelaar, maar langzaamaan werd het al spectaculairder. Uiteindelijk werden het sensationele stunts die David uithaalde.

### Premature Burial
Voor zijn eerste stunt, in 1999 werd David Blaine levend begraven, nabij New York. Hij bracht zeven dagen door onder de grond. Op zijn doodskist lag nog een andere kist. Deze bak was gevuld met water, zodat voorbijgangers hem konden zien liggen, 24 uur per dag. Hij begon op 5 april 1999 met zijn stunt en beëindigde hem op 12 april.

### Frozen in Time
Op maandag 27 november 2000 stapte Blaine in een kast van ijs in het centrum van New York. Hij bleef gedurende 61 uur, 40 minuten en 15 seconden in deze ijscocon. Hij werd daarna direct afgevoerd naar het ziekenhuis, omdat doktoren vreesden dat hij in shock zou raken (dit record is inmiddels verbroken).

### Vertigo
De volgende stunt van David Blaine heet Vertigo. Een kraan bracht hem naar een 27 meter hoge en slechts 56 centimeter brede pilaar. Ruim vierendertig uur bleef hij er staan, zonder drinken, zonder eten en zonder iets om op te leunen. Toen zijn benen te zwak werden, sprong hij op een landingsplatform.

### Above the Below
Op 5 september 2003 begon David aan misschien wel zijn bekendste stunt. Hij leefde 44 dagen lang in een doorzichtige cabine boven de Theems in Londen. De stunt kreeg veel aandacht van pers en media. Toen hij na 44 dagen 'bevrijd' was uit de cabine, was hij 24,5 kilo afgevallen.

### Drowned Alive
Voor deze stunt, in mei 2006 werd David Blaine ondergedompeld in een bol, gevuld met water. Zeven dagen en zeven nachten lang. Zijn doel was om tijdens zijn verblijf in de tank één keer langer dan 8 minuten en 58 seconden zijn adem in te houden (het wereldrecord). Dit werden uiteindelijk 7 minuten en 30 seconden. Wel slaagde hij erin om zich te ontdoen van een aantal kettingen. Toen hij uit de tank werd gehaald was hij onwel en was zijn huid bij zijn handen en voeten er een beetje afgeweekt. Ook zijn leverfunctie was voor een deel stilgevallen.

### Gyroscope
Op zondag 19 november 2006 begon David met zijn volgende stunt. Zijn doel was om te ontsnappen uit een aantal boeien, na 16 uur lang te hebben rondgedraaid in de gyroscoop die per week 8 verschillende richtingen ronddraaide. In vijftien minuten ontdeed hij zich uiteindelijk van de boeien, vijftien meter boven een joelende menigte in Manhattan. Omdat zijn stunt gelukt was, gaf hij honderd (arme) kinderen een cheque van $500.

### Onder water
In een uitzending van Oprah Winfrey hield hij zijn adem in, in een bol vol met water en zonder enige zuurstof, 16 minuten en 33,8 seconden, verbroken door een eigen tijd van 17 minuten en 4,4 seconden te zetten.
Voordat hij aan deze truc begon ademde hij eerst minuten pure zuurstof in.